# Leo Sarti
Leo Marino Sarti (5 settembre 1956) è un ex judoka sammarinese.

## Biografia
Nato nel 1956, gareggiava nella classe di peso dei 65 kg.
A 32 anni ha partecipato ai Giochi olimpici di Seul 1988, nei 65 kg, uscendo ai sedicesimi di finale contro il paraguaiano Vicente Céspedes.